# Мігель де Унамуно
Мігель де Унамуно-і-Хуго, також Міґель де Унамуно-і-Хуго (ісп. Miguel de Unamuno, 29 вересня 1864, Більбао — 31 грудня 1936, Саламанка) — іспанський філософ, письменник баскського походження, громадський діяч, найбільша постать «покоління 1898 року». Професор і ректор Університету Саламанки.

## Життєпис
Народився в родині комерсанта, баск за національністю; рідною мовою Унамуно була баскська, але писав він іспанською. У сім'ї отримав традиційне католицьке виховання, певний час навіть хотів стати священиком.

### Освіта
У 1880 Унамуно вступив на факультет філософії та гуманітарних наук Мадридського університету, який закінчив у 1884 році, отримавши ступінь доктора. Унамуно повернувся до рідного Більбао, де викладав латину в середніх навчальних закладах. У 1891 році він одружився з Кармен Лісаррага, з якою прожив довге щасливе життя і виховав вісьмох дітей. У тому ж році він переїхав до Саламанки, де отримав місце професора грецької мови, античної літератури й філософії Саламанківського університету, а в 1901 році став його ректором.

### Вигнання
У 1924 році за виступи проти диктатури Прімо де Рівери Унамуно був засланий на Канарські острови (о. Фуертевентура), звідки вирушив у добровільне вигнання до Франції. На батьківщину він повернувся в 1930 році, був депутатом Кортесів (1931 — 1932 роках). Унамуно виступив проти республіки, оскільки вважав, що вона не може забезпечити цивільний мир і національну єдність. Підтримавши в перші тижні франкістський заколот, в жовтні 1936 р. він виступив з його рішучим засудженням, за що втратив посаду ректора університету і фактично опинився під домашнім арештом. Напередодні смерті він писав: «Я не знаю нічого огиднішого за ту спілку казарменого духу з церковним, яка цементує нову владу».

## Філософські погляди
У 1880-1890-х роках Унамуно захоплювався соціалістичними ідеями Бакуніна, Лассаля, Маркса, активно працював в соціалістичному тижневику «Луча де класе» («Класова боротьба»). Після релігійної кризи 1897 р., викликаної смертю від менінгіту трирічного сина, він відійшов від соціалізму і почав розробляти філософську концепцію, що передбачила ряд положень персоналізму і екзистенціалізму. Величезний вплив на Унамуно мали ідеї і творчість Святого Августина, іспанських середньовічних містиків, Блеза Паскаля і Сьорена К'єркегора (для читання творів якого в оригіналі він навіть вивчив данську мову).
Дон Мігель відчув смерть сина як прояв вселенської трагедії, яка полягає в тому, що людина хоче, але не може жити вічно. Починаючи з 1897 року і аж до останніх творів все його творчість пройнята роздумами про віру та її відсутність, смерть і безсмертя, у всіх його творах звучить трагічна нота.
Різноманітна в жанровому відношенні творчість Унамуно — романи, оповідання, есе, лірика, драма — концентрується навколо проблеми особистого безсмертя. Мова йде про єдине, що має людська свідомість: перед обличчям трагічного питання про безсмертя скептицизм розуму з'єднується з відчаєм почуттів і народжується «трагічне почуття життя» — вітальна основа людського існування. Поняття «трагічного почуття життя» конкретизується як специфічне переживання кінця людського буття (досвід «ніщо», який є в той же час" «жагою безсмертя» і «голодом за буттям»).
Унамуно розвиває ідею Бога як проєкцію фундаментального бажання буття на нескінченність універсуму і гаранта особистого безсмертя.
Бажання зберегти віру в безсмертя одночасно з сумнівом в істинах релігії визначило його прагнення до так званого «кіхотізму», тобто боротьби в ім'я нездійсненного ідеалу, що розумом вважається божевіллям.
Центральна проблема філософії Унамуно — духовне життя особистості, зосереджене, на його думку, на прагненні вирішити суперечність кінцевого і нескінченного: жадобі особистого безсмертя суперечить раціоналістична впевненість в кінці сущого, потребі у вірі — неможливість віри для сучасного розуму. Унамуно запроваджує поняття «агонії» — особливого трагічного сприйняття життя, викликаного непримиренним дуалізмом розуму і віри («Про трагічне почутті життя у людей і народів», 1913 р.; «Агонія християнства», 1924 р.).
Творчість, любов, дружба, материнство тощо постають для людини специфічними способами подолати кінець існування, відобразити «я» у світі («Життя Дон Кіхота і Санчо», 1905, «Абель Санчес», 1917; «Тітка Тула», 1921, і ін.)
Унамуно стверджував особистий, «екзистенціальний» характер філософської істини, констатував протиріччя наукового і духовного прогресу, вважав відродження особистості («героїчне безумство», «кіхотізм») єдиною можливістю виходу з тупика сучасного світу.

## Українські переклади
Українською мовою окремі твори Унамуно переклали Ольга Маєвська, Віктор Шовкун, Микола Іванов, Юрій Косач, Михайло Литвинець, Маргарита Жердинівська, Григорій Латник, А. Штейн тощо.
- Міґель де Унамуно. Невідомі вірші й поема; стаття «Донкіхотова місія і М. Унамуно». Переклад з еспанської: Юрій Косач. Науковий журнал «Дзвони». 1938. ч. 6[10]
- Мігель де Унамуно. «У всякому разі справжній чоловік», оповідання. Переклад з еспанської: Микола Іванов. 1928. (з книжки «Сучасна чужоземна проза. Альманах». Київ: Державне видавництво України. 1928. ? стор) переглянути на сайті Litopys [Архівовано 20 травня 2011 у Wayback Machine.]
- Міґель де Унамуно. Випадок, оповідання. З іспанської переклала: Маргарита Жердинівська. Київ: Журнал Всесвіт 1999 № 03. завантажити з е-бібліотеки Чтиво [Архівовано 19 вересня 2016 у Wayback Machine.]
- Міґель де Унамуно. Вселюдський біль. Поезії різних років. З іспанської переклала: Григорій Латник. Київ: Журнал Всесвіт 1997 № 07. С. 54-56 завантажити з е-бібліотеки Чтиво [Архівовано 22 вересня 2016 у Wayback Machine.]
- Міґель де Унамуно. Про трагічне відчуття життя та інші твори.[11] Переклад з іспанської: під редакцією Богдана Чуми та Олега Фешовця. Львів: Астролябія. 2010. ISBN 978-966-865-764-1
- Міґель де Унамуно. Вибрані романи («Туман», «Абель Санчес», «Тітка Тула», «Святий Мануель Добрий, мученик»). Переклала з іспанської Ольга Маєвська, Віктор Шовкун. Львів: Видавництво «Астролябія», 2015. ISBN 978-617-664-068-4 (3-тє видання; попередні видання у 2011, 2012)
- Міґель де Унамуно. Любов і педагогіка. Переклала з іспанської Ольга Маєвська за редакцією Богдана Чуми. Львів: Видавництво «Астролябія», 2016. ISBN 978-617-664-080-6
- Міґель де Унамуно. Життя Дон Кіхота й Санчо, оповідання. Переклад з іспанської: Віктор Шовкун. Львів: Видавництво «Астролябія», 2017. ISBN 978-617-664-048-6
- Міґель де Унамуно. Мир у війні. Переклав з іспанської Богдан Чума. Львів: Видавництво «Астролябія», 2019. 480 стор. ISBN: 978-617-664-190-2
- Міґель де Унамуно. Дзеркало смерті. Оповідання. Переклала з іспанської Ольга Маєвська. Львів: Видавництво «Астролябія», 2021. 208 с. ISBN: 978-617-664-229-9

Окремі твори Унамуно в українському перекладі друкував журнал Всесвіт.